# 水庆霞
水庆霞（1966年12月18日—），女，江苏阜宁人，生于上海，中国前女子足球运动员，中国共产党党员，十四届全国人大代表，曾任中国国家女子足球队主教练。
水庆霞最初参加跳远和五项全能训练，后进入少年体校足球队，1984年入选上海队，次年入选国家集训队。她在1996年夏季奥林匹克运动会中，参加了女子足球比赛并获得银牌。赛事期间，她在所有的五场比赛中均有上场。1999年女足世界杯，水庆霞因在日本踢球且参加教练员培训班而选择放弃参赛。2001年全运会助上海女足卫冕成功后，水庆霞决定退役。
退役后，水庆霞转为女足教练。2016年10月，水庆霞作为中国足协技术委员会成员参与中国国家男子足球队选帅工作。2021年成为中国国家女子足球队主教练，率领球队获得2022年亚足联女子亚洲杯冠军。由於中国女足未能获得巴黎奥运会参赛资格，2023年11月水庆霞卸任中國女足主教練。
2025年7月，水庆霞回任上海女足主教練。

## 荣誉

### 球员时期
国家队
- 奥林匹克运动会女子足球银牌：1996年
- 亞足聯女子錦標賽冠軍：1986，1989，1991，1995，1997
- 亚洲运动会女子足球金牌：1994年，1998年

上海女足
- 全国运动会女子足球金牌：1997年，2001年
- 中国女子足球超级联赛冠军：1997
- 全国女子足球锦标赛冠军：1995，1996
- 中国女子足球超霸杯冠军：1999，2001

个人
- 中国女子足球超级联赛最佳球员：1997
- 中国女子足球超霸杯最佳球员：2001

### 教练时期
国家队
- 亞洲盃冠軍：2022[6]

上海女足
- 全国运动会女子足球金牌：2017年

个人
- 中国金球奖·组委会特别奖：2021[10]
- 2022年全國五一勞動獎章[11]
- 亚足联2022年度最佳女足教练[12]

## 爭議

### 未參與遴選當選女足主帥
2021年11月18日，中國足協公布女足主教練人選，由未有參與遴選的名宿水慶霞空降上任，而參與競聘的6名候選人全部落選，包括香港女教練陳婉婷。中國內地媒體、網絡認為這場競聘是一場鬧劇，讓外界感到一絲“詭異”。然而在2022年女足亚洲杯夺冠后，舆论对水庆霞上任的看法偏向正面。